# 1957 au Manitoba
Chronologie du Manitoba
- 1953
- 1954
- 1955
- 1956
- 1957
- 1958
- 1959
- 1960
- 1961

Cette page concerne des événements survenus en 1957 dans la province canadienne du Manitoba.

## Politique
- Premier ministre : Douglas Lloyd Campbell
- Chef de l'Opposition :
- Lieutenant-gouverneur : John Stewart McDiarmid
- Législature :

## Naissances
- 17 février : Loreena Isabel Irene McKennitt, née à Morden près de Winnipeg, Auteur-compositeur-interprète, harpiste, accordéoniste et pianiste canadienne.

- 30 mars : Ian Keith Shelton (né à Winnipeg), astronome canadien. Il est surtout connu pour avoir découvert la supernova SN 1987A, la première supernova visible à l'œil nu depuis des siècles.

- 17 juin : Doug Butler (né à Souris), joueur professionnel de hockey sur glace canadien[1].

- 12 juillet : David John « Dave » Semenko (né à Winnipeg), joueur professionnel de hockey sur glace.

## Décès
- 10 décembre : Roland Fairbairn McWilliams, lieutenant-gouverneur du Manitoba.